# Кюріке II
Кюріке II (*Կյուրիկե Բ, д/н —1089) — 3-й цар Ташир-Дзорагетського царства з 1048 до 1089 року.

## Життєпис
Походив з династії Кюрінянів. Старший син Давида I, царя Ташир-Дзорагета, та Зоракерцель Кахетінської. У 1048 році після смерті батька стає новим царем. Зумів встановити союзницькі відносини з Візантійською імперією. Разом з візантійцями організував боротьбу проти сельджуків, що в цей час вдерлися на Кавказ. Водночас став першим царем Ташир-Дзорагету, що став карбувати власні монети (мідні та срібні). Це перші монети, на яких присутні вірменські літери. Тип монет схожий на поширені на той час візантійські монети — фоліси. При цьому отримав від імператора титул куропалата.
У 1064 році зазнав важкої поразки від сельджуків на чолі із султаном Алп-Арсланом. Тому вимушений був визнати зверхність останнього. У 1065 році переніс столицю з Самшвілде до Лорі. У 1068 році вимушений був приєднатися до війська султана Алп-Арслана у поході проти Картлійського царства. Становище Кюріке II погіршилося після поразки візантійців від сельджуків у битві при Марцікерті 1071 року.
Згодом намагався зберегти від нападів сельджуків вірменські області. Також сприяв відродженню Вірменської Апостольської церкви. 1081 року сприяв обранню в монастирі Ахлат каталікосом Барсеха I.
У 1088 році відвідав Ісфаган, де здобув прихильність султана Мелік-шаха I. Невдовзі після повернення помер у 1089 році. Йому спадкували сини Давид II та Абас I.